# Vedran Zrnić
Vedran Zrnić, né le 26 septembre 1979 à Zagreb, est un handballeur croate évoluant au poste d'ailier en équipe nationale de Croatie. Il est notamment champion olympique en 2004 et champion du monde 2003.

## Biographie
À l'été de 2013, le club allemand de VfL Gummersbach dans lequel Zrnić évolue depuis 2006 déclare que, malgré un contrat courant jusqu'en 2015, le club n'a plus l'intention d'utiliser Zrnic. Ainsi, il évolue un temps avec l'équipe 2 du club, en 3e division, puis un accord est trouvé pour mettre fin à leur collaboration. Zrnic ayant beaucoup donné pour le club, une cérémonie d’adieu lui est offert.
En novembre, il signe dans le club polonais d'Orlen Wisła Płock.

## Palmarès

### Club
Compétitions internationales
- Coupe des vainqueurs de coupe (C2) (2) : 2010 et 2011 (avec VfL Gummersbach)
- Coupe de l'EHF (C3) (1) : 2009 (avec VfL Gummersbach)

Compétitions nationales
- Championnat de Croatie (6) : 1996, 1997, 1998, 1999, 2000, 2001
- Coupe de Croatie (5) : 1996, 1997, 1998, 1999, 2000
- Championnat de Slovénie (1) : 2002 (avec Prule 67 Ljubljana)
- Coupe de Slovénie (1) : 2002 (avec Prule 67 Ljubljana)
- Finaliste de la Coupe d'Allemagne en 2009 (avec VfL Gummersbach)

### Sélection nationale
Jeux olympiques
- Médaille d'or aux Jeux olympiques de 2004 à Athènes,  Grèce

Championnat du monde
- Médaille d'or au Championnat du monde 2003,  Portugal
- Médaille d'argent au Championnat du monde 2005,  Tunisie
- Médaille d'argent au Championnat du monde 2009,  Croatie
- 5e place au Championnat du monde 2011,  Suède

Championnat d'Europe
- Médaille d'argent au Championnat d'Europe 2010,  Autriche
- 4e place au Championnat d'Europe 2004,  Slovénie
- 4e place au Championnat d'Europe 2006,  Suisse

Jeux méditerranéens
- Médaille d'or aux Jeux méditerranéens 2001 de Tunis,  Tunisie

### Distinction personnelle
- Élu meilleur ailier droit du Championnat du monde 2011